# Medio Maratón Ciudad de Albacete
El Medio Maratón Internacional Ciudad de Albacete, también conocido como Carrera de la Navaja, es una prueba atlética de medio maratón que se celebra anualmente en la ciudad española de Albacete. Consiste en una carrera a pie de larga distancia cuya distancia es de 21 097 metros, es decir, la mitad de un maratón. Es una de las pruebas de media maratón más importantes de España. Forma parte del Calendario Nacional de la Real Federación Española de Atletismo y se rige según el reglamento de la IAAF.

## Recorrido
El recorrido consiste en un circuito urbano por las calles de la ciudad de Albacete de 21 097,5 metros, homologado por la Real Federación Española de Atletismo, con salida y meta en la avenida de España. El circuito consta de tres vueltas: la primera, de 2,1 km, da una vuelta al parque Abelardo Sánchez de la capital, la segunda, de 6 368 km, tiene lugar por las principales calles de la ciudad, como la calle Ancha, el paseo de la Libertad o la avenida de la Estación, y la tercera, de 12 629 km, amplía su recorrido por barrios más alejados de la zona centro de la ciudad, pasando por calles como el paseo de la Cuba.
Para la ocasión se pone en marcha un gran desplieque de efectivos que incluye al personal del Instituto Municipal de Deportes de Albacete, Policía Local, Protección Civil, Cruz Roja, más de un centenar de voluntarios, 25 fisioterapeutas y 6 podólogos.

## Cultura y tradiciones
Durante la celebración del medio maratón tienen lugar a lo largo de su recorrido numerosas actividades que animan la prueba, como zumba, spinning, body combat, música, tambores, batuka...
Otra de las tradiciones de la prueba es la celebración del concurso de fotografía, que se convoca con el objeto de premiar la mejor foto del evento.

## Palmarés
El récord del Medio Maratón Ciudad de Albacete está establecido en 1:01:11 en la prueba masculina y en 1:10:14 en la prueba femenina.
| Masculino \| Tiempo \| Nombre \| Año \| \| 1:01:31 \| Cosmers Kemboi Kenia \| 2010[9] \| \| 1:02:11 \| Sium Kiflom Eritrea \| 2011[10] \| \| 1:06:09 \| Ouasis Zitane Marruecos \| 2012[11] \| \| 1:03:55 \| Ayad Lamdassem España \| 2013[12] \| \| 1:03:52 \| Titus Kipjumba Mbishei Kenia \| 2014[13] \| \| 1:04:46 \| Berhanu Tsegay Tecle Eritrea \| 2015[14] \| \| 1:03:10 \| Dickson Huru Uganda \| 2016 \| |                              |      |
| Tiempo | Nombre                       | Año  |
| 1:01:31 | Cosmers Kemboi Kenia         | 2010 |
| 1:02:11 | Sium Kiflom Eritrea          | 2011 |
| 1:06:09 | Ouasis Zitane Marruecos      | 2012 |
| 1:03:55 | Ayad Lamdassem España        | 2013 |
| 1:03:52 | Titus Kipjumba Mbishei Kenia | 2014 |
| 1:04:46 | Berhanu Tsegay Tecle Eritrea | 2015 |
| 1:03:10 | Dickson Huru Uganda          | 2016 |

Femenino
| Tiempo  | Nombre                             | Año  |
| 1:10:14 | Joice Chepkirui Kenia              | 2010 |
| 1:11:11 | Pauline Kahenya Kenia              | 2011 |
| 1:10:37 | Asaza Malika Marruecos             | 2012 |
| 1:12:29 | Habtewold Etalemahu Zeleke Etiopía | 2013 |
| 1:14:14 | Elena María Espeso Gayte España    | 2014 |
| 1:23:01 | Yamilka González Cuba              | 2015 |
| 1:17:46 | Marisa Casanueva España            | 2016 |